# ادولفو ون پرائت
ادولفو ون پرائت (به اسپانیایی: Adolfo Van Praet) یک منطقهٔ مسکونی در آرژانتین است که در استان لا پامپا واقع شده‌است.

## خصوصیات
ادولفو ون پرائت ۲۷۴ نفر جمعیت دارد.